# Peltre
Pour les articles homonymes, voir Peltre (homonymie).
Peltre est une commune française située à 5 km au sud-est de Metz, dans le département de la Moselle, en Lorraine, dans la région administrative Grand Est.

## Géographie
Peltre est un village à 5 km au sud-est de Metz, à l'ouest de la RD 955. Il a pour annexe le village de Crépy et possède plusieurs écarts :
- la ferme de Basse Bévoye ;
- la ferme de Haute Bévoye : elle dépend de Saint-Eucaire jusqu’en 1792, elle est rattachée à Peltre de 1793 à 1840 environ, puis à Borny ;
- la ferme de la Horgne ;
- l’auberge Lion d’Or ;
- le moulin de Peltre.

En janvier 2020 et avril 2021, Peltre a été élue « commune de France où il fait mieux vivre » dans sa catégorie.

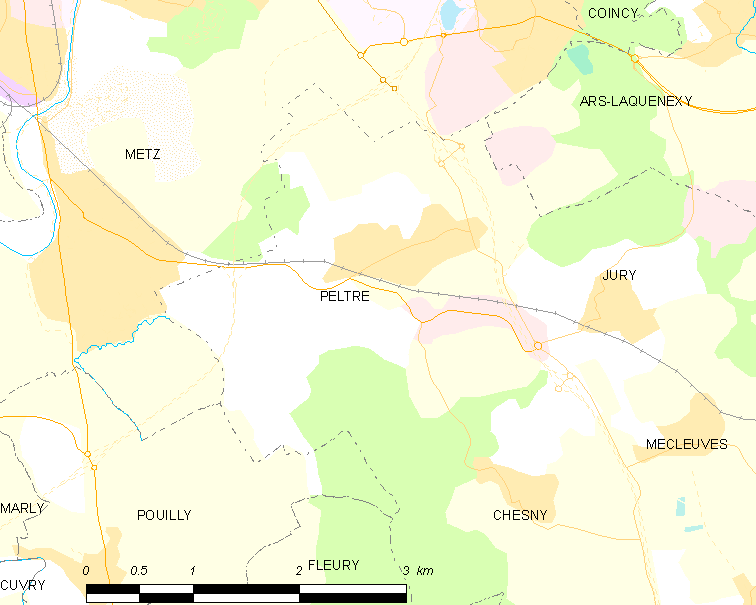
Carte de la commune.

### Accès
La commune possède une gare ferroviaire transformée depuis fin 2018 en pôle multimodal. Elle est desservie par des TER Grand Est de la ligne de la Metz-Ville à Sarrebourg. Un abri vélo y a été aménagé, les parkings refaits à neuf ainsi qu'un arrêt de bus accessible aux personnes à mobilité réduite.

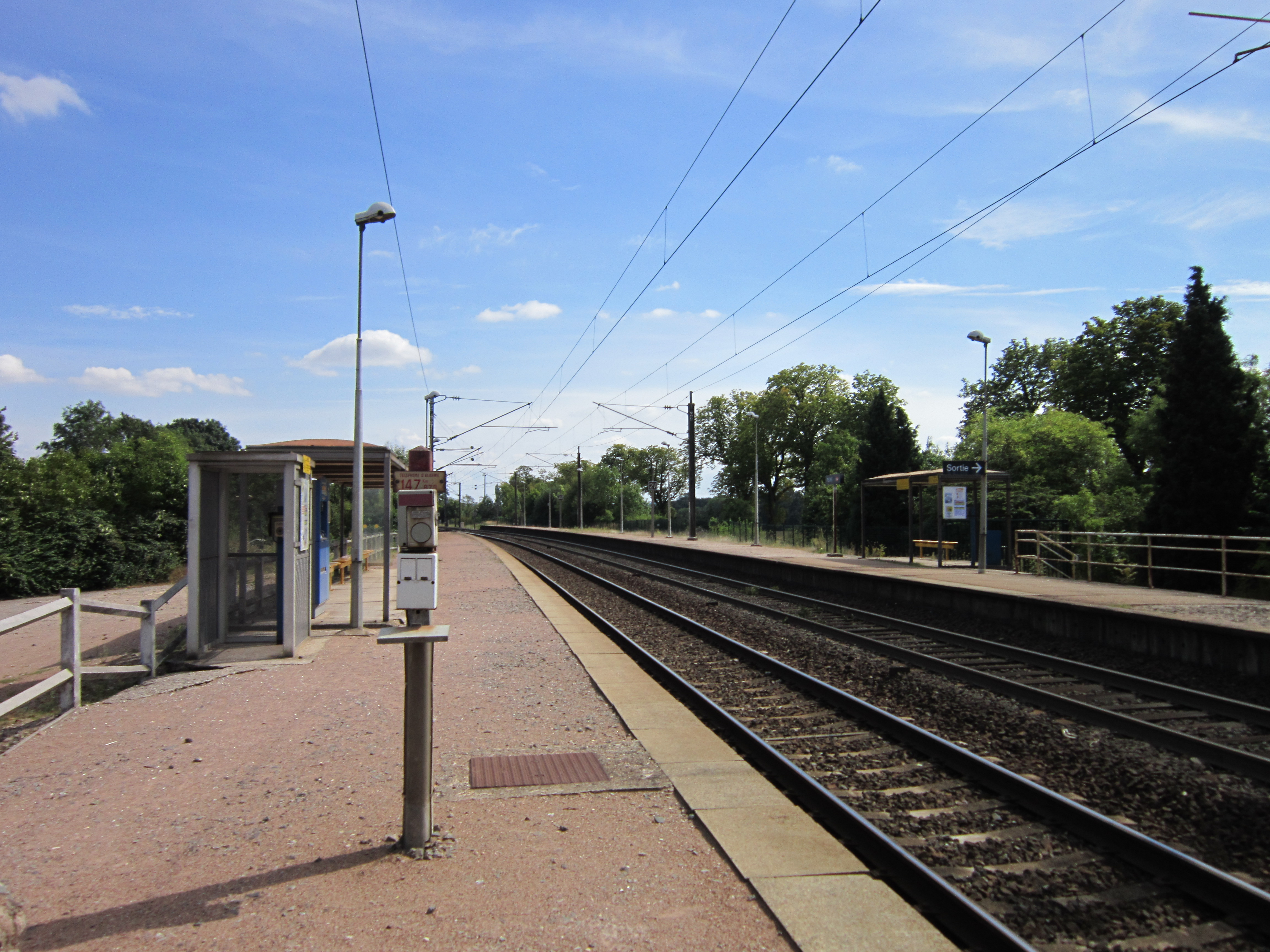
La halte avant la rénovation.

La commune de Peltre est desservie par la ligne N91 accessible via la Ligne B du Mettis de Metz du réseau LE MET'. La N91 circule du lundi au samedi, de 5h30 à 22h. Elle circule également les dimanches et jours fériés avec des circuits proposés sur réservation uniquement.
Peltre est également desservie par le « Transport interurbain de la Moselle » avec la ligne 27 : Metz - Dieuze. La ligne est accessible avec un titre de transport LE MET'.

### Communes limitrophes
| Jury   | Ars-Laquenexy | Chesny | Coincy | Mécleuves | Montoy-Flanville | Pouilly | Courcelles-sur-Nied | Metz   |
| ------ | ------------- | ------ | ------ | --------- | ---------------- | ------- | ------------------- | ------ |
| 2,2 km | 3,6 km        | 3,9 km | 4,1 km | 4,4 km    | 4,4 km           | 5,2 km  | 5,2 km              | 7,4 km |

La commune française la plus éloignée de Peltre est Urepel dans les Pyrénées-Atlantiques (890,5 km).

### Hydrographie
La commune est située dans le bassin versant du Rhin au sein du bassin Rhin-Meuse. Elle est drainée par le ruisseau Saint-Pierre, le ruisseau de Corbon, le ruisseau de Crepy et le ruisseau de l'Étang Peigneux.
Le ruisseau Saint-Pierre, d'une longueur totale de 12,7 km, prend sa source dans la commune de Orny et se jette  dans la Seille à Metz, après avoir traversé quatre communes.

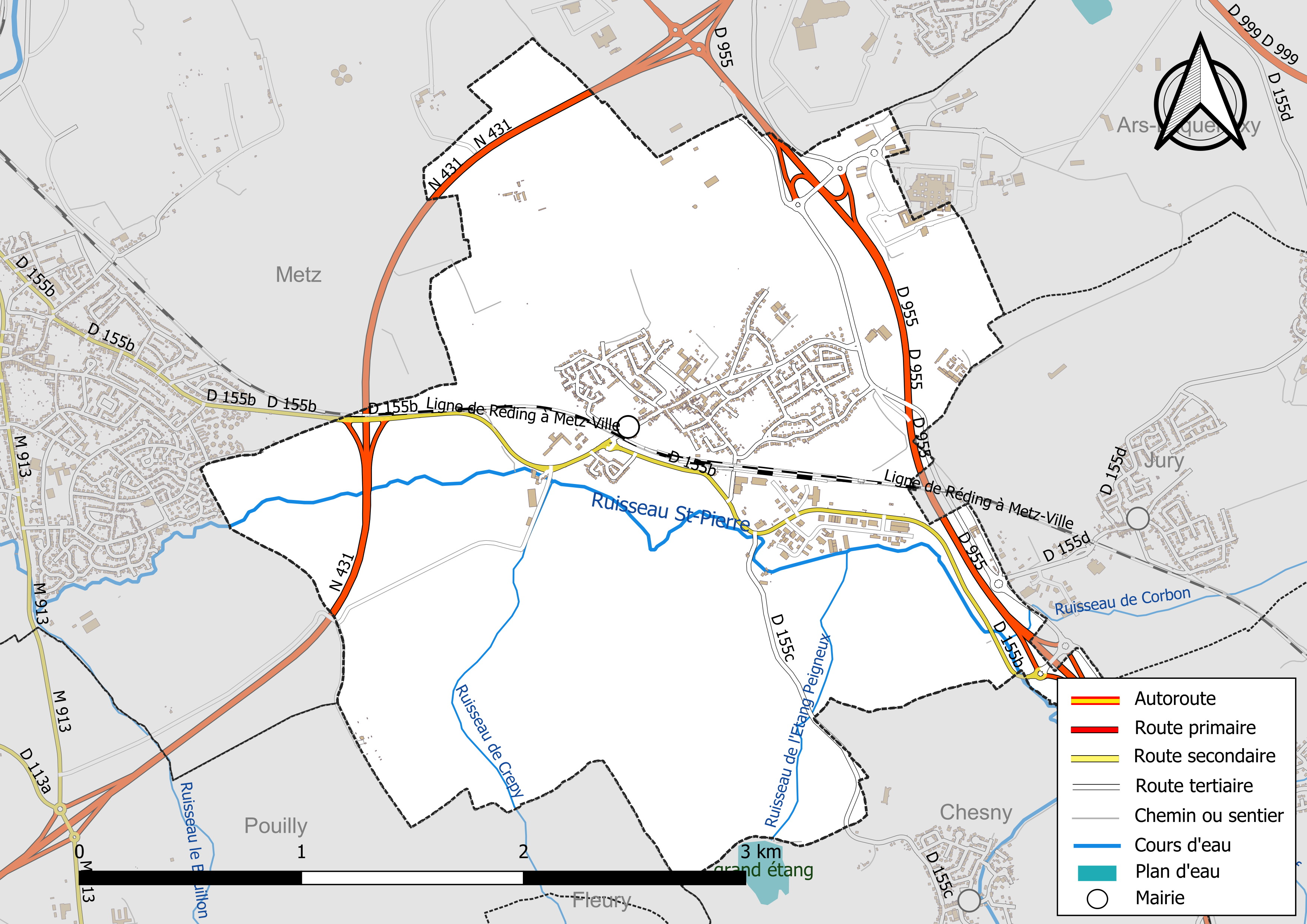
Réseaux hydrographique et routier de Peltre.

La qualité des eaux des principaux cours d’eau de la commune, notamment du ruisseau Saint-Pierre, peut être consultée sur un site dédié géré par les agences de l’eau et l’Agence française pour la biodiversité.

### Climat
Pour des articles plus généraux, voir Climat du Grand Est et Climat de la Moselle.
En 2010, le climat de la commune est de type climat océanique dégradé des plaines du Centre et du Nord, selon une étude du Centre national de la recherche scientifique s'appuyant sur une série de données couvrant la période 1971-2000. En 2020, Météo-France publie une typologie des climats de la France métropolitaine dans laquelle la commune est exposée à un climat semi-continental et est dans la région climatique  Lorraine, plateau de Langres, Morvan, caractérisée par un hiver rude (1,5 °C), des vents modérés et des brouillards fréquents en automne et hiver.
Pour la période 1971-2000, la température annuelle moyenne est de 9,8 °C, avec une amplitude thermique annuelle de 16,7 °C. Le cumul annuel moyen de précipitations est de 747 mm, avec 11,8 jours de précipitations en janvier et 9,3 jours en juillet. Pour la période 1991-2020, la température moyenne annuelle observée sur la station météorologique de Météo-France la plus proche, « Metz-Frescaty », sur la commune d'Augny à 8 km à vol d'oiseau, est de 11,1 °C et le cumul annuel moyen de précipitations est de 713,5 mm. 
La température maximale relevée sur cette station est de 39,7 °C, atteinte le 25 juillet 2019 ; la température minimale est de −23,2 °C, atteinte le 17 février 1956,,.
Les paramètres climatiques de la commune ont été estimés pour le milieu du siècle (2041-2070) selon différents scénarios d'émission de gaz à effet de serre à partir des nouvelles projections climatiques de référence DRIAS-2020. Ils sont consultables sur un site dédié publié par Météo-France en novembre 2022.

## Urbanisme

### Typologie
Au 1er janvier 2024, Peltre est catégorisée bourg rural, selon la nouvelle grille communale de densité à sept niveaux définie par l'Insee en 2022.
Elle appartient à l'unité urbaine de Peltre, une agglomération intra-départementale regroupant deux  communes, dont elle est ville-centre,,. Par ailleurs la commune fait partie de l'aire d'attraction de Metz, dont elle est une commune de la couronne,. Cette aire, qui regroupe 245 communes, est catégorisée dans les aires de 200 000 à moins de 700 000 habitants,.

### Occupation des sols
L'occupation des sols de la commune, telle qu'elle ressort de la base de données européenne d’occupation biophysique des sols Corine Land Cover (CLC), est marquée par l'importance des territoires agricoles (64,7 % en 2018), en diminution par rapport à 1990 (69,9 %). La répartition détaillée en 2018 est la suivante : 
prairies (30,8 %), terres arables (29,7 %), forêts (17,7 %), zones urbanisées (9,2 %), zones industrielles ou commerciales et réseaux de communication (8,4 %), zones agricoles hétérogènes (4,3 %). L'évolution de l’occupation des sols de la commune et de ses infrastructures peut être observée sur les différentes représentations cartographiques du territoire : la carte de Cassini (XVIIIe siècle), la carte d'état-major (1820-1866) et les cartes ou photos aériennes de l'IGN pour la période actuelle (1950 à aujourd'hui).

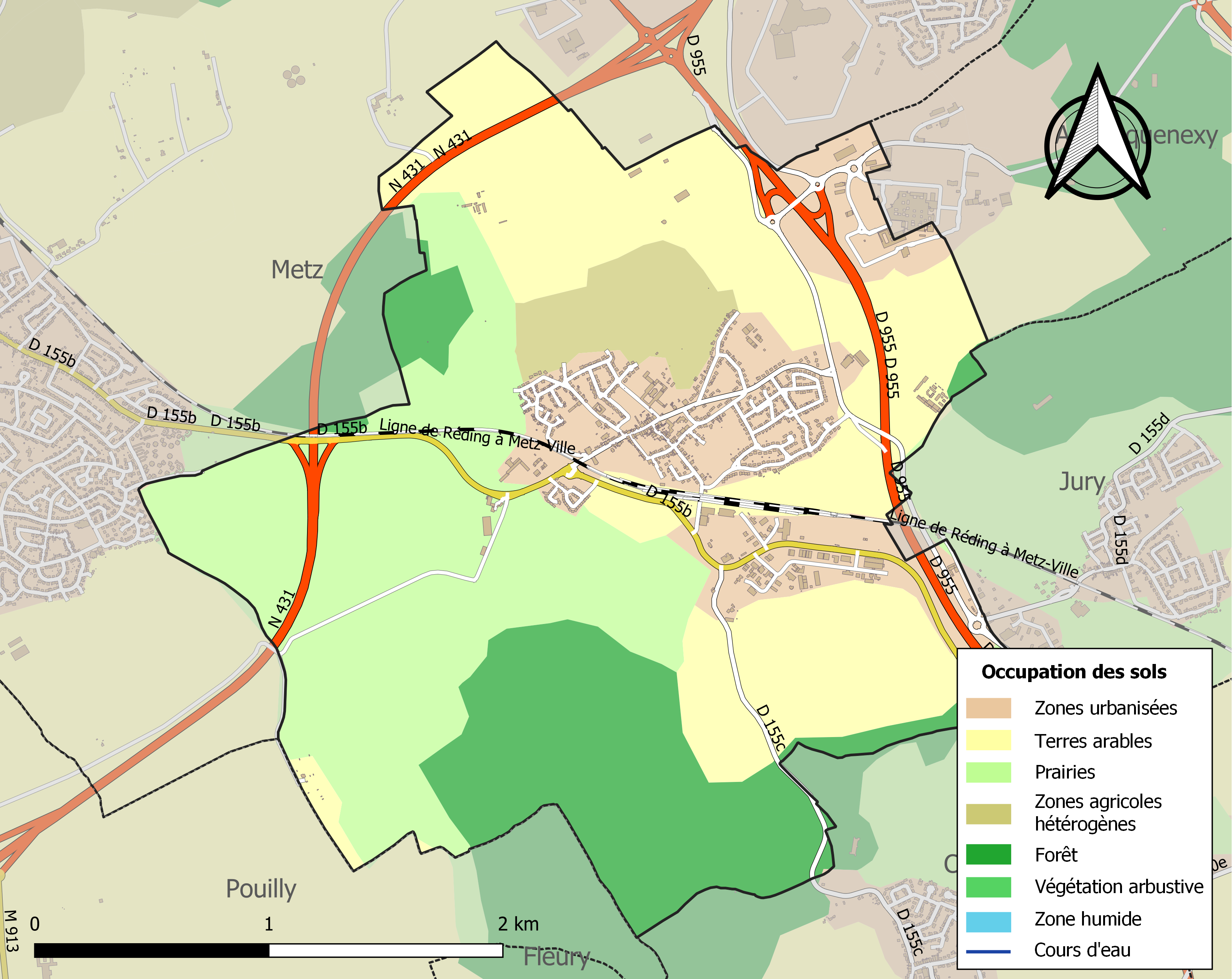
Carte des infrastructures et de l'occupation des sols de la commune en 2018 (CLC).

### Transports
Peltre est desservie par le réseau urbain LE MET' et les lignes « TIM » du réseau interurbain de Moselle.
- M B  : hôpîtal de Mercy et sa maternité.

## Toponymie
Le nom de la localité est attesté sous les formes :
- 1161 : Perta
- 1192 : Perte
- 1227 : Perde
- 1275 : Perthe(s)
- XVe siècle : Pertre
- 1607 : Peltre
- 1681 : Perthe
- 1860 : Pelte et Crespy
- 1871-1915 : Peltre[19]
- 1915-1918 : Pelter
- 1940-1944 : Pelters
- En lorrain : Pête.

Le nom du village aurait pour origine un Gaulois nommé *Pertus
, anthroponyme conjecturel (non attesté).

## Histoire
Au Haut Moyen Âge est érigée la paroisse de Saint-Privat de Montigny : elle a pour annexes Peltre et Magny, chacune ayant sa petite église, le tout dépendant de l’archiprêtré de Noisseville. En 1194, l’évêque Bertram donne la paroisse de Saint-Privat à l'abbaye Saint-Clément de Metz qui garde cette possession jusqu’à la Révolution et désigne le curé. Cette union est confirmée la même année par l’archevêque de Trèves et par le pape Célestin III, suivi d'une bulle d’Innocent III en 1202. L'église est placée sous le vocable de saint Clément, premier évêque de Metz, et le curé devient alors vicaire perpétuel.
Peltre et Crépy dépendent du pays messin et plus précisément du Saulnois. Ils font partie de l'ancienne province des Trois-Évêchés.
Le château-fort de Crépy fut attaqué le 11 juillet 1428 par Charles II duc de Lorraine, par les ducs de Bar et de Bavière, et par le marquis de Bade à la tête de 10 000 chevaux. Ils y entrèrent le lendemain et fauchèrent plus de mille arpents de blé autour de la forteresse, pour ruiner le pays et prendre, si possible, la ville de Metz par la famine. En 1444, les Messins essayèrent de prendre Crépy ; mais après cinq jours de siège, ils furent obligés de se retirer.
En 1591, Saint-Privat perd son titre d’église paroissiale qui est recueilli par Magny : l’église de Peltre devient annexe de Magny. Le 7 juillet 1671, l’évêque de Metz Mgr d’Aubusson de La Feuillade, démembre les villages de Peltre et Crépy de la paroisse de Magny et érige la paroisse de Peltre. Les religieux de Saint-Clément s'en plaignent au Grand Conseil qui casse l'érection en cure le 30 septembre 1673 mais ordonne qu'on laisse à Peltre un vicaire résident.
Le village de Crépy fut rattaché à Peltre en 1809.
Dans l'invasion de 1815, les puissances alliées ont eu longtemps leur quartier-général à Peltre.
En 1817, Peltre a pour annexes le village de Crépy haute et basse cour (chapelle), les fermes de haute et basse Bévoye (chapelle) et de la Horgne. À cette époque, le village possède 230 habitants répartis dans 43 maisons. À Crépy, il y a 60 habitants et 11 maisons.
Le château est détruit au milieu du XIXe siècle pour faire place à la maison mère des sœurs de la Providence de Peltre en 1839.
Le 23 septembre 1870, affaire de Peltre, durant la guerre franco-prussienne qui opposa les 90e et 97e régiments d'infanterie de ligne aux troupes prussiennes. Le 27 septembre suivant eut lieu le combat de Peltre qui opposa les 84e et 90e régiments d'infanterie de ligne aux troupes prussiennes. Le 12ème bataillon de chasseurs à pied, renforcé de deux sections de francs-tireurs du IIe corps reprend la position occupée par les Prussiens et fait 500 prisonniers, dont 400 dans la maison des sœurs de la Providence.
Concours des villes et villages fleuris : deux fleurs.
- De 1790 à 2015, Peltre était une commune de l'ex-canton de Verny.
- En 2014, la commune a rejoint Metz Métropole[26].

## Politique et administration

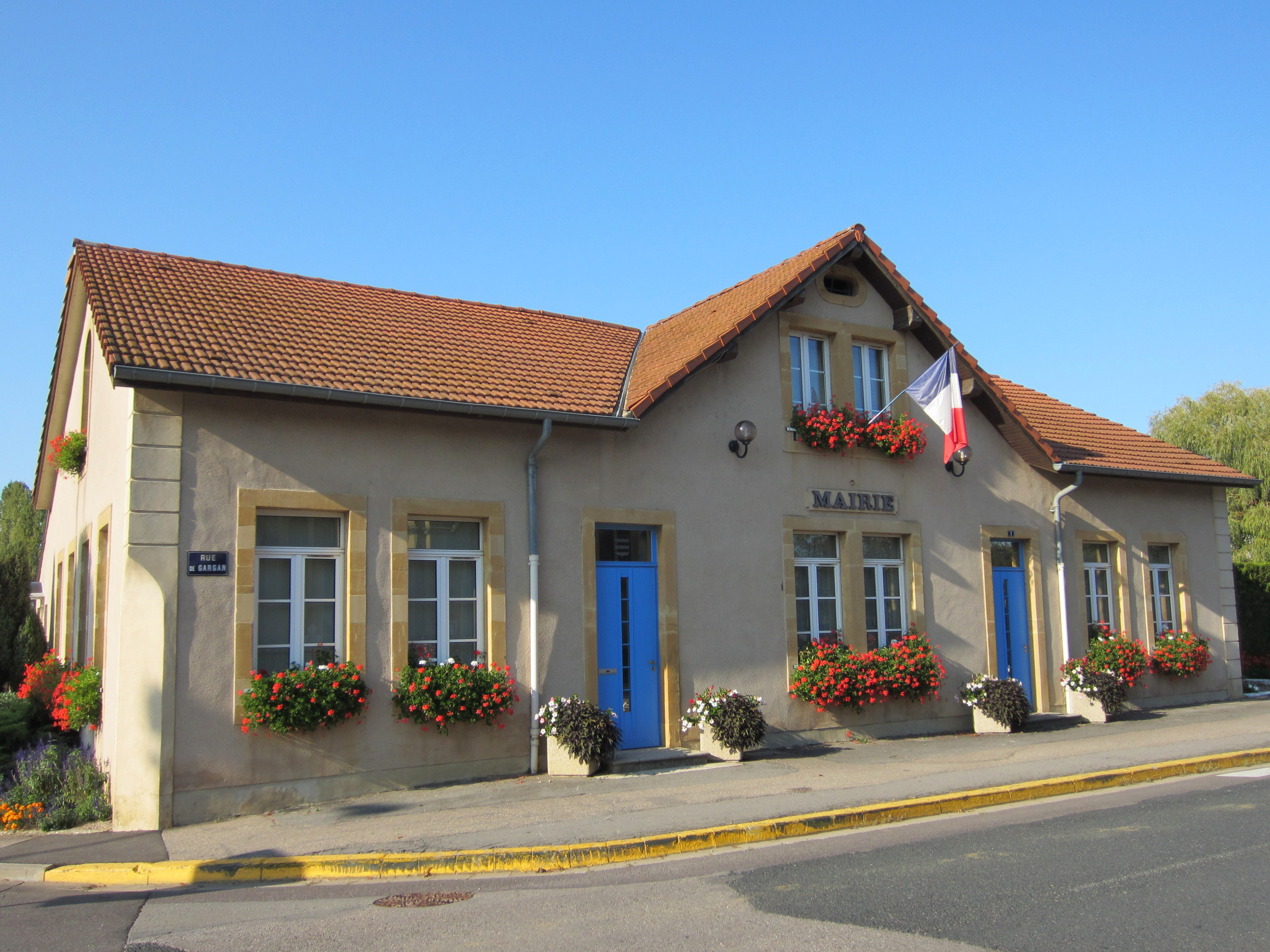
La mairie.

### Conseil Municipal des jeunes
Dans le cadre du Service National Universel (SNU), la municipalité de Peltre a accueilli quatre jeunes filles et un jeune garçon, lycéens âgés de 15 à 17 ans, pour leur permettre de concrétiser une mission d’intérêt général. Ils mettront par la suite en place un Conseil Municipal des Jeunes (CMJ).
À la suite de cette mise en place un vote eu lieu et 12 enfants furent élus, parmi eux, Maxime Venturelli--Marigny, l'un des 5 fondateurs de ce CMJ, mais aussi son petit frère.
Lors de la première réunion Maxime remporta haut la main toutes les voix des élus ce qui fit de lui le premier président d'un CMJ à Peltre.
Les premières actions de ce CMJ furent de créer un abri de bus à l'arrêt Peumont mais aussi une marche intergénérationnelle.

## Démographie
L'évolution du nombre d'habitants est connue à travers les recensements de la population effectués dans la commune depuis 1793. Pour les communes de moins de 10 000 habitants, une enquête de recensement portant sur toute la population est réalisée tous les cinq ans, les populations de référence des années intermédiaires étant quant à elles estimées par interpolation ou extrapolation. Pour la commune, le premier recensement exhaustif entrant dans le cadre du nouveau dispositif a été réalisé en 2004.

En 2022, la commune comptait 1 803 habitants, en évolution de −3,12 % par rapport à 2016 (Moselle : +0,52 %, France hors Mayotte : +2,11 %).
| 1793 | 1800 | 1806 | 1821 | 1836 | 1841 | 1861 | 1866 | 1871 |
| ---- | ---- | ---- | ---- | ---- | ---- | ---- | ---- | ---- |
| 262  | 281  | 263  | 404  | 399  | 471  | 661  | 669  | 365  |

| 1875 | 1880 | 1885 | 1890 | 1895 | 1900 | 1905 | 1910 | 1921 |
| ---- | ---- | ---- | ---- | ---- | ---- | ---- | ---- | ---- |
| 608  | 575  | 633  | 632  | 649  | 660  | 779  | 815  | 772  |

| 1926 | 1931 | 1936 | 1946 | 1954 | 1962 | 1968 | 1975  | 1982  |
| ---- | ---- | ---- | ---- | ---- | ---- | ---- | ----- | ----- |
| 805  | 793  | 824  | 714  | 935  | 903  | 884  | 1 114 | 1 476 |

| 1990  | 1999  | 2004  | 2006  | 2009  | 2014  | 2019  | 2022  | - |
| ----- | ----- | ----- | ----- | ----- | ----- | ----- | ----- | - |
| 1 487 | 1 472 | 1 621 | 1 628 | 1 792 | 1 855 | 1 842 | 1 803 | - |

| Données  | Revenus moyens par ménage | Population active totale | Taux d'activité | Chômeurs  | Taux de chômage (1999) | Actifs | Retraités | Jeunes scolarisés | Autres personnes sans activité |
| -------- | ------------------------- | ------------------------ | --------------- | --------- | ---------------------- | ------ | --------- | ----------------- | ------------------------------ |
| PELTRE   | 21 555 € / an             | 638                      | 77 %            | 36        | 5,6 %                  | 43,3 % | 18,2 %    | 25,3 %            | 10,3 %                         |
| National | 15 027 € / an             | 26 456 813               | 82,2 %          | 3 401 611 | 12,9 %                 | 45,2 % | 18,2 %    | 25 %              | 11,6 %                         |

Le Cercle généalogique de Moselle a publié une table de 294 mariages enregistrés à Peltre pour la période 1687 à 1793. L’ouvrage de reconstitution des familles de Peltre et Crépy publié par le Cercle généalogique du Pays messin pour la période 1662 et 1907 recense 2 298 familles.

### Maternité del’Hôpital Mercy
La mairie s’est agrandie en 2018 à la suite de l’accroissement de l’activité du service de l’état civil. En effet, la maternité du CHR de Mercy est implantée sur le ban de Peltre, et plus de trois mille naissances sont donc enregistrées chaque année. Peltre délivre aussi les cartes d’identité et les passeports.

## Résultats des dernières élections
| Données  | Régionale 2010   | Présidentielle 2007 | Présidentielle 2002 | Législatives 2007 | Législatives 2002 | Cantonales 2008  | Cantonales 2004  | Européennes 2009 | Européennes 2004  |
| -------- | ---------------- | ------------------- | ------------------- | ----------------- | ----------------- | ---------------- | ---------------- | ---------------- | ----------------- |
| PELTRE   | * Peltre         | * Peltre            | * Peltre            | * Peltre          | * Peltre          | * Peltre         | * Peltre         | * Peltre         | >* Peltre         |
| National | * France entière | * France entière    | * France entière    | * France entière  | * France entière  | * France entière | * France entière | * France entière | >* France entière |

## Culture locale et patrimoine

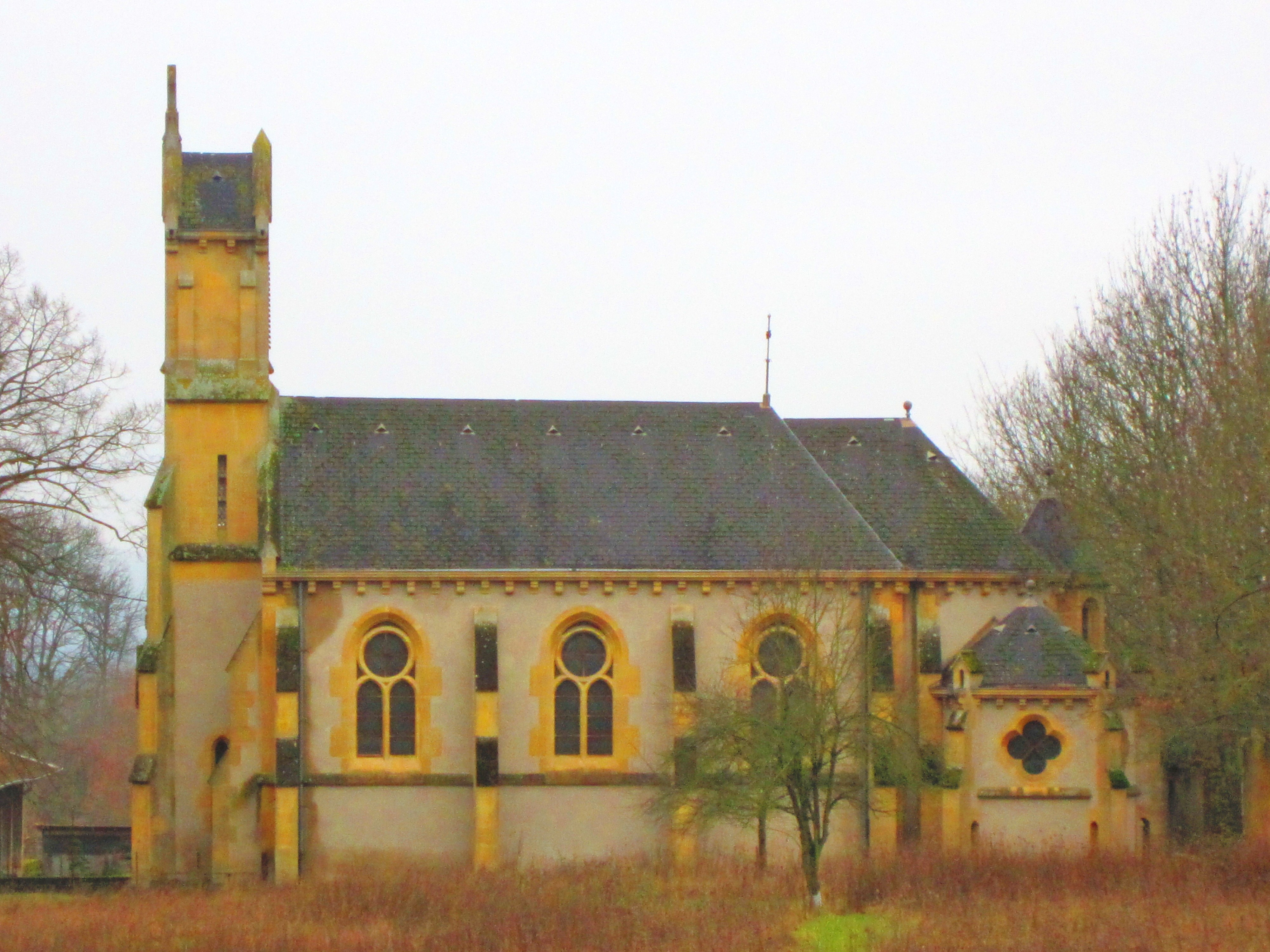
Chapelle de basse Bévoye.

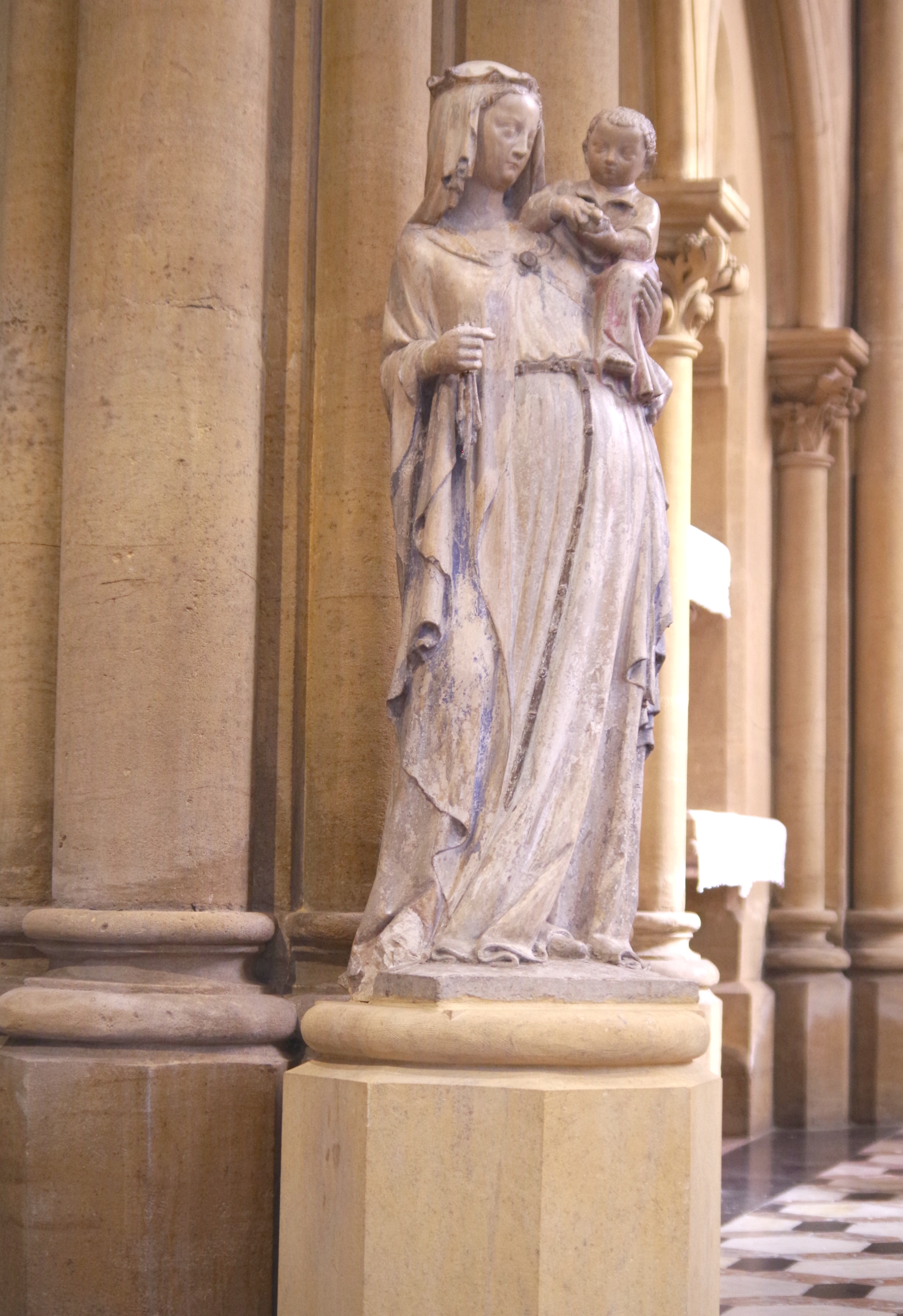
Vierge à l'Enfant.

### Lieux et monuments
- Passage d'une voie romaine.
- Mémorial des deux guerres mondiales et de la guerre de Corée (à côté de la mairie).

### Édifices civils
- Château, détruit au début XIXe siècle pour faire place à la maison mère des sœurs de la Providence de Peltre en 1839.
- Traces du château XVe siècle.
- Château de Crépy, XIXe siècle.
- Collège Notre-Dame moderne, parc.
- Communauté Emmaüs de Peltre, fondée en 1957.
- Maternité de l'Hôpital de Mercy.

### Édifices religieux

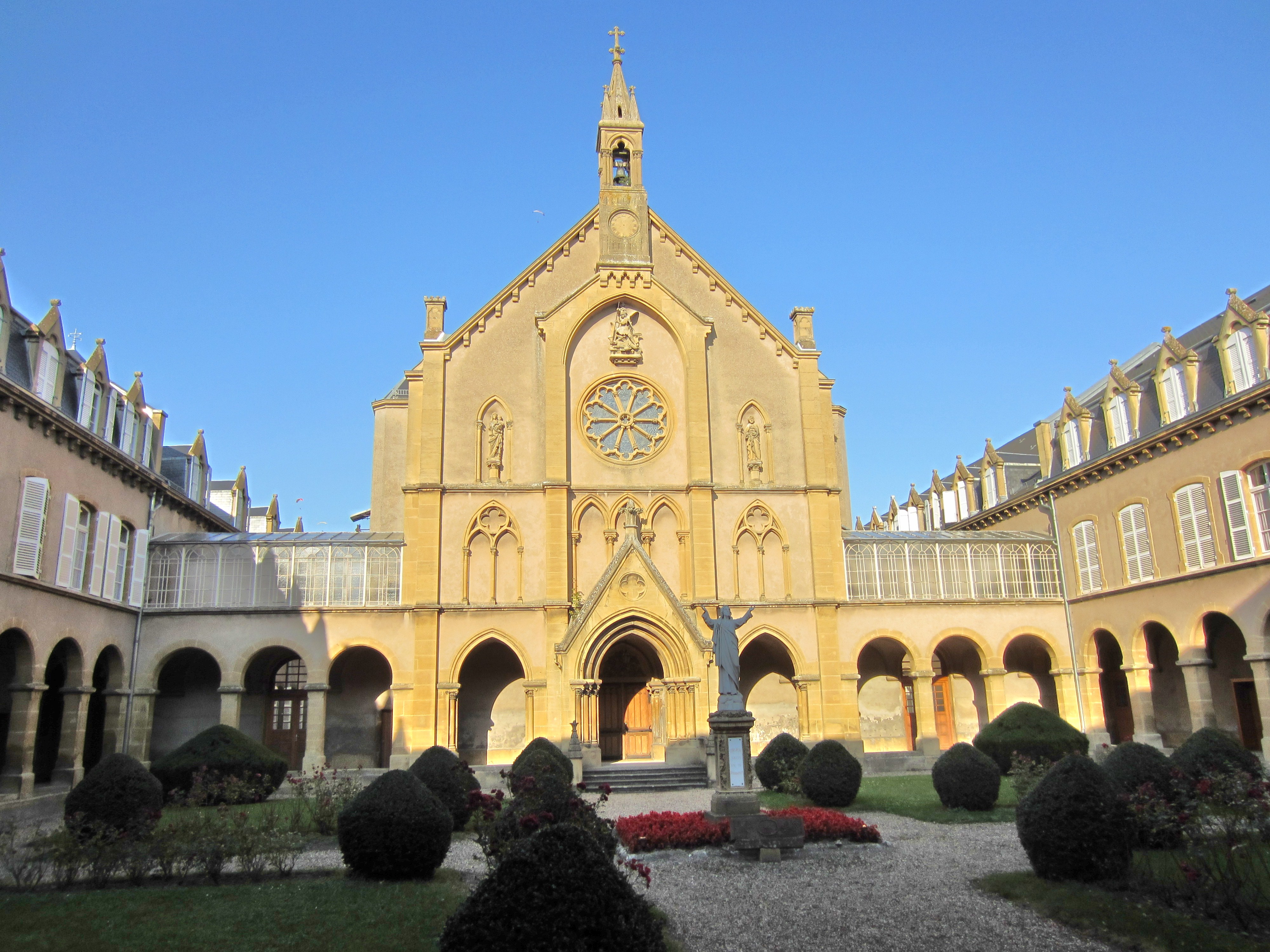
Chapelle néo-gothique du couvent.

- Église Notre-Dame, 1830 ; incendiée par la guerre en 1870 ; église néo-gothique 1872 par Jacquemin.
- Sculpture « Vierge à l'Enfant à Peltre » ; statue en calcaire polychrome du premier quart du XIVe siècle ; classée depuis le 30 novembre 1984[35] et conservée à la Chapelle des Sœurs de la Providence.
- Chapelle néo-gothique du couvent Saint-André.
- Chapelle de basse Bévoye.
- Chapelle de l'ensemble scolaire Notre-Dame.

### Personnalités liées à la commune
- Raymond Étienne : ancien président d'Emmaüs France, président de la Fondation Abbé-Pierre, chevalier de la légion d'honneur, a été responsable de la communauté Emmaüs de Peltre de 1967 à 2009.

### Blasonnement
| Blason de Peltre | Blason  | Fascé d'argent et de gueules. |
| Blason de Peltre | Détails | Armes de la famille Ferrand qui possédait la seigneurie aux XVIIe et XVIIIe siècles. Le statut officiel du blason reste à déterminer. |

## Projets
En 2021, la nouvelle caserne de pompiers de Peltre est sortie de terre pour un investissement de 3,5 M€. Le nouvel équipement a pris place auprès du centre technique et logistique. Peltre est un des quatre centres de la métropole, avec 80 pompiers professionnels sur site. 5 800 interventions devraient y être décomptées à l’année.
L’ancienne ferme de Ravinel a été rasée pour laisser place à une résidence pour personnes âgées. Sur le site de la ferme, une fois le terrain dégagé, plusieurs mois de fouilles archéologiques ont été nécessaires, afin de bien répertorier les vestiges médiévaux du village. Des datations carbones effectuées sur un os humain donnent une date entre l’an 900 et 1 000.